# 苏世民
史蒂芬·艾伦·施瓦茨曼（英語：Stephen A. Schwarzman，1947年2月14日—）或译作苏世民，美国大亨与金融家，与前美国商务部部长彼得·乔治·彼得森在1985年成立全球著名私募股权与管理咨询公司黑石集团。根据《福布斯》统计，施瓦茨曼个人财富达108亿美元。 截至2014年，《福布斯》亿万富翁排行榜上位列122位。在2019年美國400富豪榜，他以177億美元的資產，排名第29名。

## 早期生活
史瓦茲曼生长在美国宾夕法尼亚州亨廷顿谷一个犹太人家庭，母亲是艾琳（Arline Schwarzman，1922年5月13日-2014年6月17日），父亲是约瑟夫·施瓦茨曼（Joseph Schwarzman，1919年3月13日-2002年3月29日）。他的父亲在费城曾拥有一家纺织品店。施瓦茨曼有2個雙胞胎弟弟，Mark E. Schwarzman，和 Warren J. Schwarzman。
1965年施瓦茨曼从费城阿宾顿学区的巴滨顿高中毕业。毕业后考入耶鲁大学，晚乔治·沃克·布什一届，兩人都是骷髅会成员，施瓦茨曼于1969年毕业。之后他进入哈佛商学院，在1972年毕业。

## 职业生涯
施瓦茨曼的第一份金融服务行业的工作在帝杰证券，這家投资银行现已破产。商学院毕业后，施瓦茨曼进入投行雷曼兄弟工作，在雷曼他31岁就已升至总经理职务。最终施瓦茨曼成为了雷曼兄弟的全球并购业务的团队领导。1985年施瓦茨曼与老板彼得·彼得森创始黑石，最初致力于企业并购。
黑石集团2007年公开上市，相关文件披露施瓦茨曼在2006财年收入3.98亿美元。他在首次公开募股中出售股份获得6.84亿美元，且仍持有价值91亿美元股份。
2007年，施瓦茨曼入选《时代周刊》“世界最有影响力100人”。
耶鲁大学管理学院将施瓦茨曼聘为客座教授，并且担任肯尼迪艺术中心理事会主席。
2007年6月，施瓦茨曼谈及他自己对金融市场的观点：“我渴望战争，不是一系列小冲突……我总是考虑什么会消灭其他对手。”
2010年8月，施瓦茨曼将奥巴马政策中提高附带权益征税与希特勒1939年波兰战役比较，之后施瓦茨曼为此道歉。
2014年施瓦茨曼被彭博新闻社命名为“年度50个最有影响力的人”。

## 争议
黑石集团最大投资是2009年海洋世界公园。海洋世界公园因为2013年纪录片《黑鲸》而成为焦点，该片揭露了虎鲸是在公园受到的袭击，以及被限制行动自由。当节目录影中被问及该片，施瓦茨曼说海洋世界的训练师道恩·布兰奇奥应该由于她个人死亡而受到指责，声明那位资深的动物训练师2010年2月进入储水池前违反了多个安全操作规定，最后被一头重达六吨的逆戟鲸杀死。黑石在书面声明中称，施瓦茨曼在回应“黑鲸事件”时为“词不达意”，这部争议的纪录片调查了布兰奇奥的死亡与虎鲸的囚禁。集团表示，他们的领导并没有预期会被问到该片的问题，并被告知该事件的基本情况。 集团表示施瓦茨曼并没有计划再去CNBC更正录影中的错误。 海洋世界则在书面声明中确认责任并不在布兰奇奥。“道恩是世界上最有技巧与经验的海洋哺乳动物训练师之一。她因安全问题而牺牲是众多因素之一，她在海洋世界同事以及世界动物训练同行中深受尊敬。”“我们从没声称并从未相信她要为2010年2月24日的事件负责”。

## 苏世民学者項目
2013年4月21日，施瓦茨曼宣布个人捐赠1亿美金在中国建立施瓦茨曼奖学金，中文名为苏世民学者項目，该项目效仿罗德奖学金。施瓦茨曼同时宣布一个筹款运动，目标2亿美金，現已捐贈清華大學3億美金，為中國大學曾收到的單一最大捐贈來源。施瓦茨曼将该奖学金项目設置在清华大学。第一届200名学生安排在2016年7月入學。清華大學蘇世民書院，由耶鲁大学建筑学院院长罗伯特·A·M·斯特恩设计。

## 个人生活
在哈佛商学院的第二学年，施瓦茨曼遇到了第一任妻子，校研究员艾伦·飞利浦（Ellen Philips Katz,1948年9月9日-）。她的父亲是杰西·飞利浦（Jesse Philips），俄亥俄州的一名富有的实业家。施瓦茨曼与她于1971年结婚，在1990年离异。他们育有1女1兒：艾伦·飞利浦畢業於西北大學藝術史專業；於1997年9月28日與第二任丈夫Howard Carl Katz（1939年3月24日-）再婚。
- 女兒~伊丽莎白（Elizabeth Philips Schwarzman，1976年8月22日-）1998年22歲獲耶魯大學心理學專業文學士學位；2003年獲哈佛大學MBA；在2005年11月嫁给了高盛投資經理，安德鲁·克鲁斯·莱特（Andrew Right）[33]
- 爱德华·弗兰克，又叫泰迪（Edward Frank Schwarzman，1979年5月29日-），2007年11月娶了艾伦·迈瑞·扎扬茨。[34]

1995年，施瓦茨曼与在长岛长大的知识产权律师克莉丝汀·赫斯特（Christine Mularchuk Hearst，1952年8月29日-）结婚。 她的父亲是一名火警。当时她刚刚与传媒大亨威廉·赫斯特的孙子奥斯汀·赫斯特离婚，并有一女。
以其被统计108亿美元的财富，施瓦茨曼被《福布斯》选为美国最富有的人之一。现在他住在公园大道的豪华公寓中，之前的主人曾有五月花的后裔乔治·布鲁斯特与小约翰·戴维·洛克菲勒。2000年施瓦茨曼从萨尔·斯坦伯格手里以3000万美元的价格买下。然而，《纽约客》的一篇文章称，实际花费达3700万美元。
2007年2月13日，施瓦茨曼在曼哈顿公园大道的豪宅庆祝了他60岁生日。前来庆贺的包括克林·鲍威尔、纽约市市长迈克尔·布隆伯格、爱德华·埃尔加。那晚的高潮是半小时现场表演的罗德·斯图尔特，据报道他获得了100万美元的酬劳。

## 慈善事业
2004年施瓦茨曼向母校阿宾顿高中捐赠了一个新的足球场——史蒂芬·恩·施瓦茨曼足球场。
2008年3月11日，施瓦茨曼宣布将向自己担任理事的纽约公共图书馆捐赠1亿美金。42街与第五大道的主建筑被重命名为“史蒂芬·A·施瓦茨曼大楼”。

## 深度阅读
- 《资本之王》作者：戴维·凯里、约翰·莫里斯。简体中文版由中国人民大学出版社出版，巴曙松、陈剑等翻译， ISBN 978-7-300-14584-6 。
- 《华尔街的贪婪与荣耀:雷曼财团的衰败》 作者：肯·奥雷塔, The Overlook Press, New York, ISBN 1-58567-088-X